# فطرقل

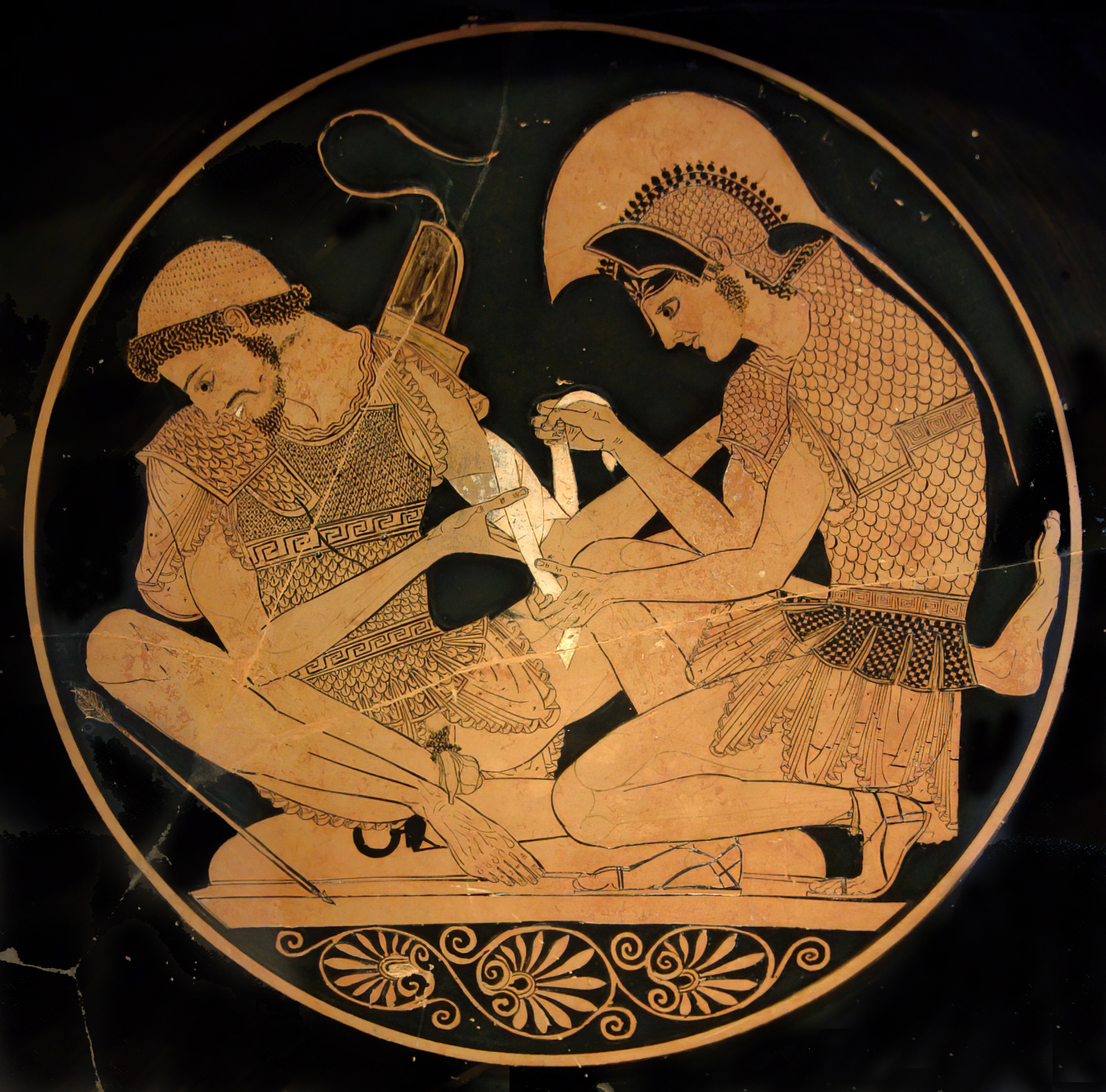
كأس تصور أخيل يقوم يتضميد جروح فطرقل

فَطرُقل هو الاسم المُعرب للبطل اليوناني الأسطوري باتروكلُس Patroklễs (يوناني،Πάτροκλος) وهو أحد شخصيات ملحمة الإلياذة الإغريقية. يقصد اسم باتروكلوس في اللغة اليونانية «مجد الوالد» وقد عُرّب اسمه ليصبح فطرقل، وبحسب الأساطير والكتب فإن فطرقل هو عشيق أخيل (أخيلوس) وقد قُتل فطرقل على يد هكتور خلال حصار طروادة لكن أخيل انتقم لمقتل حبيبه فطرقل بقتل هكتور.

يستأذن فطرقل من حبيبه وقائده أخيل في إعادة الاشتراك في حرب طروادة مع جنده (بعدما توقف أخيلوس عن المشاركة)، فيأذن له أخيل ويلبسه درعه وسلاحه فظن الطرواديون أنه أخيل نفسه وقد سبب لهم بذلك الفعل خسائر، غير أنه يقتل على يد هكتور فيندم أخيل على استسلامه لغضبه، ويفكر في الانتقام له، وفي حالة من الغضب العارم يعود للمشاركة في الحرب للانتقام من هكتور قاتل فطرقل ، فيقتل هكتور ويقوم بسحب جثته بحبل مربوط بعربته في جميع أنحاء طروادة، وبعد عودته إلى المخيم العسكري يأتي إليه ملك طروادة بريام ويرجوه أن يسلمه جثة هكتور، وكانت قد بلغت الوحشية من أخيليوس أنه أراد رمي الجثة إلى الكلاب، ولكن سرعان ما رقّ قلبه وسلم جثة هكتور إلى أبيه الهرم شفقةً به.

## علاقته بأخيل
على الرغم من عدم وجود علاقة جنسية صريحة بين أخيل وفطرقل في التقاليد الإغريقية، فقد كتب عدد قليل من المؤلفين اليونانيين اللاحقين عما رأوه ضمنيًا في النص ما يتعلق بعلاقتهم. يشير أسخيلوس وفايدروس على سبيل المثال إلى وجود علاقة واضحة بينهما ويشير كلاهما إلى أخيل باعتباره الشريك السلبي (المستجيب) للعلاقة. ذكر الكاتبان موراليس وماريسكال ما يلي: «هناك تقليد جدلي يتعلق بطبيعة العلاقة بين البطلين». وفقا للكاتب ليدبيتر هناك سلسلة من الأفكار التي يمكن أن يكون فطرقل تمثيلا للجانب الرحيم من أخيل الذي كان معروفًا بغضبه والمذكور في السطر الأول من إلياذة هوميروس. يربط ليدبيتر الطريقة التي يتواصل بها أخيل مع والدته ثيتيس بعلاقة أخيل مع فطرقل.